# Deutsche Welle

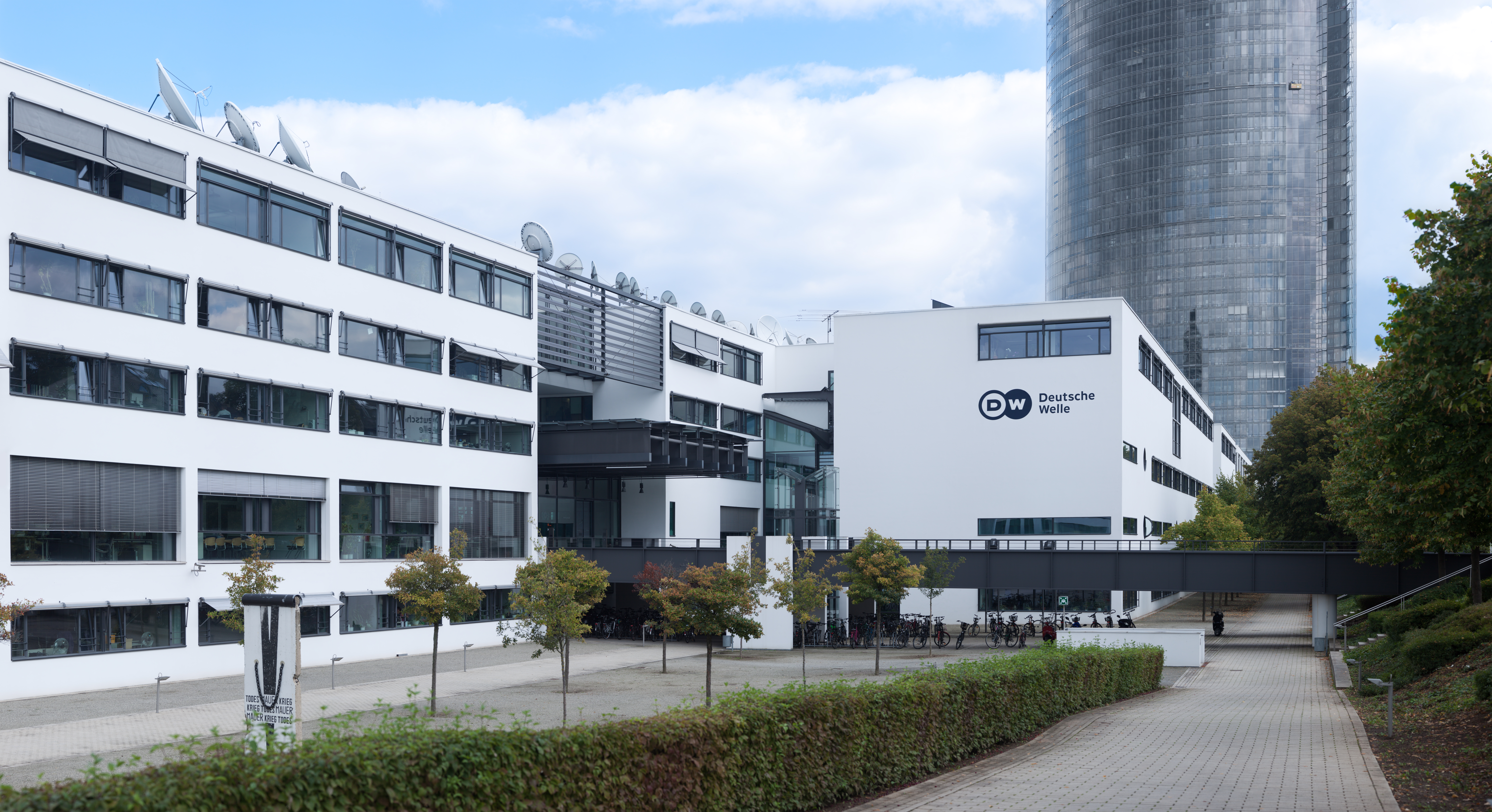
Haupt-Funkhaus der Deutschen Welle in Bonn (Schürmann-Bau) (2014)

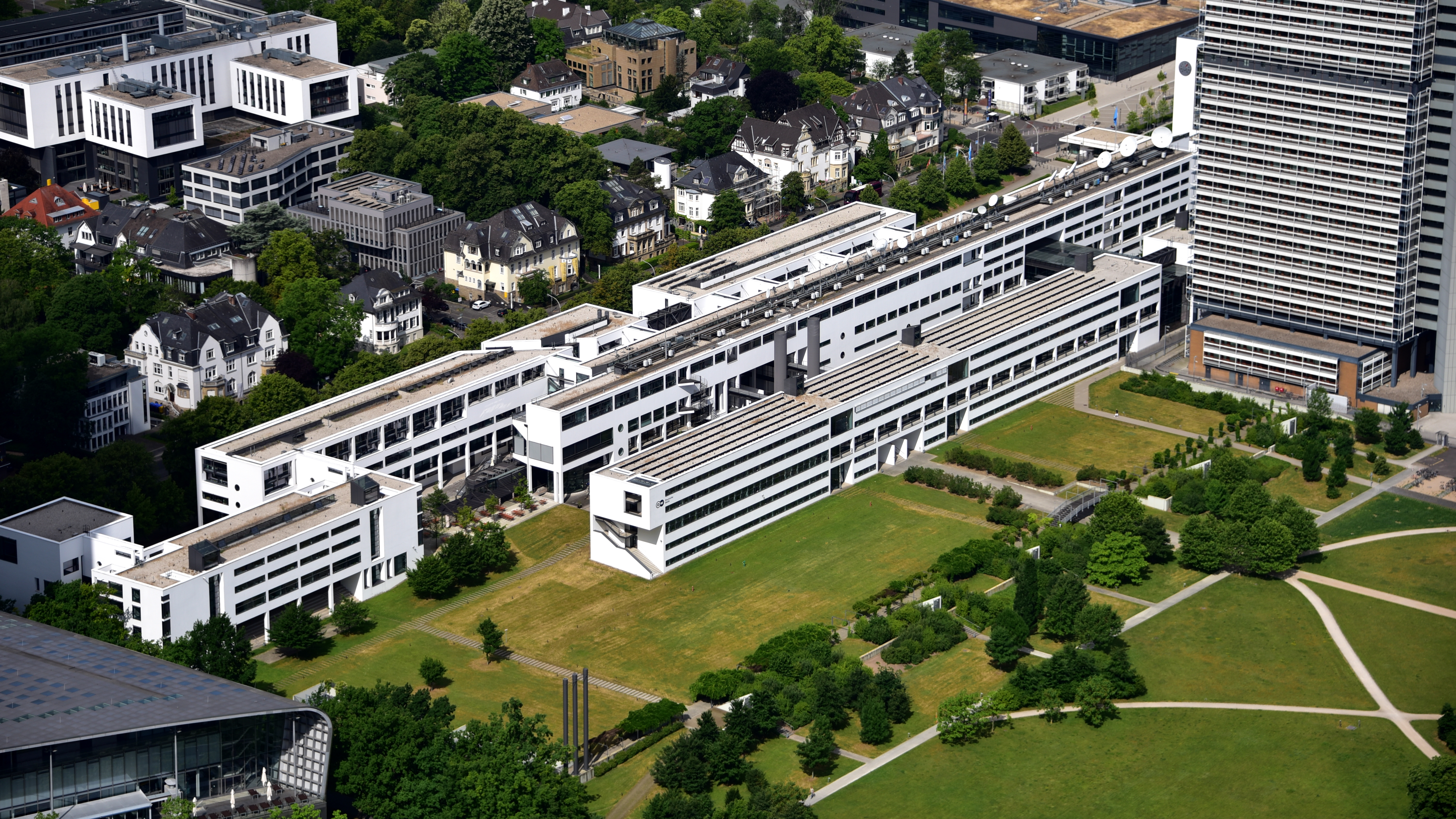
Bonn, Deutsche Welle, Luftaufnahme (2017)

Die Deutsche Welle (DW) ist der Auslandsrundfunk der Bundesrepublik Deutschland. Die DW ist seit der Neuordnung des Rundfunks als Folge der Deutschen Einheit die einzige verbliebene Rundfunkanstalt nach Bundesrecht. Sie wird (anders als die ARD-Landesrundfunkanstalten, das Deutschlandradio und das ZDF) nicht durch den Rundfunkbeitrag finanziert, sondern aus Steuermitteln des Bundes. Zuständig ist der Bundesbeauftragte für Kultur und Medien.
Die deutschen Standorte befinden sich heute in Bonn und Berlin – ursprünglich in Köln, wobei Bonn als Hauptsitz fungiert. Es werden Programme in 32 Sprachen angeboten. Traditionell fand der Ausspielweg ausschließlich über Kurz- und Mittelwelle statt. Seit den 1990er Jahren nutzt der Sender neben der Kurzwelle mit ihrer hohen terrestrischen Reichweite die Satellitenübertragung, einen Internet-Livestream und in manchen Ländern lokal das UKW-Band. Die Deutsche Welle arbeitet trimedial: Fernsehen (DW-TV), Radio und Internet (dw.com und soziale Medien).
Der Journalist Peter Limbourg ist seit 1. Oktober 2013 Intendant der Deutschen Welle. Am 20. Juni 2025 wurde Barbara Massing, seit 2014 Verwaltungsdirektorin Teil der DW-Geschäftsleitung, zu seiner Nachfolgerin gewählt, die zum 1. Oktober 2025 ihr Amt offiziell antreten soll.

## Aufgaben
Gemäß § 4 Deutsche-Welle-Gesetz sollen die Angebote der Deutschen Welle Deutschland als europäisch gewachsene Kulturnation und freiheitlich verfassten demokratischen Rechtsstaat verständlich machen. 
„Sie sollen deutschen und anderen Sichtweisen zu wesentlichen Themen vor allem der Politik, Kultur und Wirtschaft sowohl in Europa wie in anderen Kontinenten ein Forum geben mit dem Ziel, das Verständnis und den Austausch der Kulturen und Völker zu fördern. Die Deutsche Welle fördert dabei insbesondere die deutsche Sprache.“
Damit ist sie einer der Träger der auswärtigen Kulturpolitik der Bundesrepublik Deutschland.
Die Planung ihrer Aufgaben übernimmt die DW selbst für einen Zeitraum von jeweils vier Jahren bei jährlicher Fortschreibung (§ 4a DWG).
„Die Deutsche Welle erstellt in eigener Verantwortung unter Nutzung aller für ihren Auftrag wichtigen Informationen und Einschätzungen, insbesondere vorhandenem außenpolitischen Sachverstand, eine Aufgabenplanung für einen Zeitraum von vier Jahren.“
Dabei werden Programmziele, Schwerpunktvorhaben und deren Gewichtung zur Erfüllung ihrer Aufgaben gemäß §§ 3 und 4 für ihre Angebote dargelegt, „aufgeschlüsselt insbesondere nach Zielgebieten, Zielgruppen, Verbreitungswegen und Angebotsformen.“
Diese Aufgabenplanung leitet sie nach dem Beschluss der Bundesregierung über den jeweils nächsten Bundeshaushalt und Finanzplan dem Deutschen Bundestag und der Bundesregierung zu.

Der Entwurf der Aufgabenplanung wird außerdem „in geeigneter Weise veröffentlicht, um der interessierten Öffentlichkeit im In- und Ausland Gelegenheit zur Äußerung zu geben.“
„Die Bundesregierung nimmt zu den inhaltlichen Aspekten der Aufgabenplanung der Deutschen Welle innerhalb von sechs Wochen Stellung. Der Deutsche Bundestag soll sich mit der Aufgabenplanung unter Berücksichtigung dieser Stellungnahme innerhalb von zwei Monaten befassen.“
Außerdem teilt die Bundesregierung der Deutschen Welle die im laufenden Haushaltsverfahren beschlossenen finanziellen Rahmendaten mit, soweit die Deutsche Welle betroffen ist.
Durch den Rundfunkrat mit Zustimmung des Verwaltungsrates und unter Einbeziehung von Stellungnahmen des Bundestages, der Bundesregierung und der interessierten Öffentlichkeit entscheidet die DW dann über diese Aufgabenplanung (§ 4b DWG). Die Planung wird ergänzt durch eine fortlaufende Evaluierung, über die für jeden vierjährigen Planungszeitraum ein Bericht erstellt wird (§ 4c DWG).
Der Intendant leitet die Deutsche Welle selbständig, hauptverantwortlich und ist für die Programmgestaltung und für den gesamten Betrieb der Anstalt verantwortlich.
Nach Beschlussempfehlung und Bericht des Ausschusses für Kultur und Medien (22. Ausschuss 2014) positioniert sich die Deutsche Welle im Entwurf der Aufgabenplanung 2014–2017 als „globaler Informationsanbieter aus Deutschland mit hoher Regionalkompetenz“. Das erklärte Ziel sei, künftig stärker als bisher die internationale Medienagenda zu prägen, dabei solle „der deutsche Auslandssender zu (tages)aktuellen Weltgeschehnissen die deutsche Sicht darstellen“.

## Programmgrundsätze
Paragraph 5 des Deutsche-Welle-Gesetzes (DWG) verpflichtet die Sendungen auf die Ermöglichung einer unabhängigen Meinungsbildung. Sie „dürfen nicht einseitig eine Partei oder sonstige politische Vereinigung, eine Religionsgemeinschaft, einen Berufsstand oder eine Interessengemeinschaft unterstützen“ (Absatz 2, Satz 1). In Absatz 3, Satz 1 wird weiter ausgeführt: „Die Berichterstattung soll umfassend, wahrheitsgetreu und sachlich sein sowie in dem Bewusstsein erfolgen, dass die Sendungen der Deutschen Welle die Beziehungen der Bundesrepublik Deutschland zu ausländischen Staaten berühren.“ Herkunft und Inhalt der Nachrichten sind dabei „mit der gebotenen Sorgfalt zu prüfen“ (Absatz 3, Satz 2). Besondere Erwähnung findet die Trennung der Kommentare von den Nachrichten: „Kommentare sind deutlich von Nachrichten zu trennen und unter Nennung des Verfassers als solche zu kennzeichnen“ (Absatz 3, Satz 3).

## Inhalte
Das DWG enthält in § 6 umfangreiche Nennungen unzulässiger Inhalte, besonders hinsichtlich entwicklungsbeeinträchtigender Inhalte.

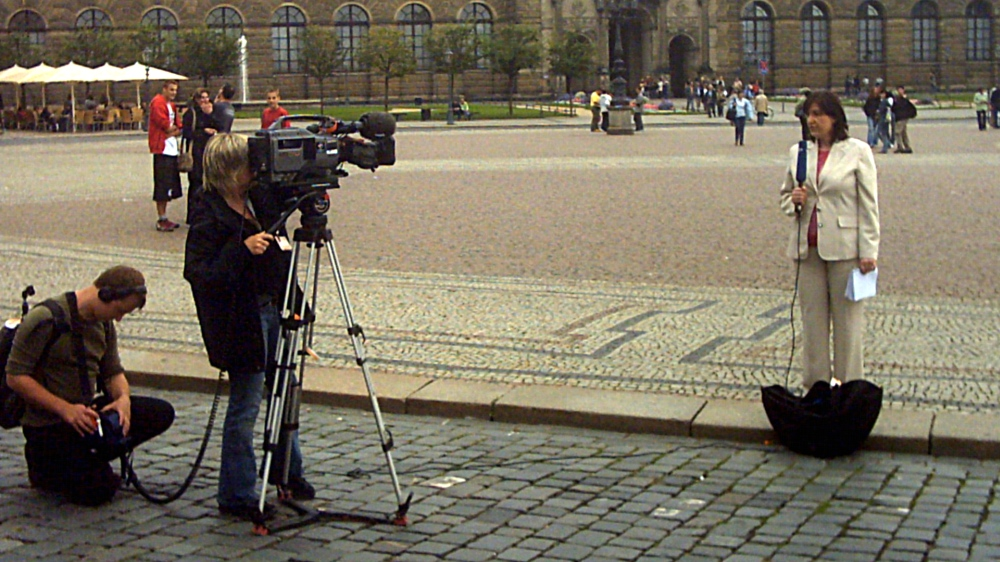
Fernsehreporterin der Deutschen Welle in Dresden

Als Anspruch an ihre Inhalte formuliert die Deutsche Welle, sie wolle ein „profundes und verlässliches Informationsangebot“ zur Verfügung stellen. Die Inhalte der Programme haben einen Schwerpunkt auf Nachrichten, Dokumentationen und Kulturberichterstattung. Inhalte (Hörfunk, Fernsehen und online) werden in 32 Sprachen produziert (Stand 2022).

## Programmsprachen
Stand: 1. November 2021
| Sprachen (32) a           | Website (30)                | Radio (9)                   | TV (3)                      | nur Social Media |
| ------------------------- | --------------------------- | --------------------------- | --------------------------- | ---------------- |
| Albanisch                 | Grünes Häkchensymbol für ja |                             |                             |                  |
| Amharisch                 | Grünes Häkchensymbol für ja | Grünes Häkchensymbol für ja |                             |                  |
| Arabisch                  | Grünes Häkchensymbol für ja | Grünes Häkchensymbol für ja | Grünes Häkchensymbol für ja |                  |
| Bengali                   | Grünes Häkchensymbol für ja |                             |                             |                  |
| Bosnisch                  | Grünes Häkchensymbol für ja |                             |                             |                  |
| Bulgarisch                | Grünes Häkchensymbol für ja |                             |                             |                  |
| Chinesisch                | Grünes Häkchensymbol für ja |                             |                             |                  |
| Dari                      | Grünes Häkchensymbol für ja |                             |                             |                  |
| Deutsch                   | Grünes Häkchensymbol für ja |                             |                             |                  |
| Englisch                  | Grünes Häkchensymbol für ja | Grünes Häkchensymbol für ja | Grünes Häkchensymbol für ja |                  |
| Französisch               | Grünes Häkchensymbol für ja | Grünes Häkchensymbol für ja |                             |                  |
| Griechisch                | Grünes Häkchensymbol für ja | Grünes Häkchensymbol für ja |                             |                  |
| Hausa                     | Grünes Häkchensymbol für ja | Grünes Häkchensymbol für ja |                             |                  |
| Hindi                     | Grünes Häkchensymbol für ja |                             |                             |                  |
| Indonesisch               | Grünes Häkchensymbol für ja |                             |                             |                  |
| Kiswahili                 | Grünes Häkchensymbol für ja | Grünes Häkchensymbol für ja |                             |                  |
| Kroatisch                 | Grünes Häkchensymbol für ja |                             |                             |                  |
| Mazedonisch               | Grünes Häkchensymbol für ja |                             |                             |                  |
| Paschtu                   | Grünes Häkchensymbol für ja |                             |                             |                  |
| Persisch                  | Grünes Häkchensymbol für ja |                             |                             |                  |
| Polnisch                  | Grünes Häkchensymbol für ja |                             |                             |                  |
| Portugiesisch (Afrika)    | Grünes Häkchensymbol für ja | Grünes Häkchensymbol für ja |                             |                  |
| Portugiesisch (Brasilien) | Grünes Häkchensymbol für ja |                             |                             |                  |
| Rumänisch                 | Grünes Häkchensymbol für ja |                             |                             |                  |
| Russisch                  | Grünes Häkchensymbol für ja |                             |                             |                  |
| Serbisch                  | Grünes Häkchensymbol für ja |                             |                             |                  |
| Spanisch                  | Grünes Häkchensymbol für ja | b                           | Grünes Häkchensymbol für ja |                  |
| Tamil                     |                             |                             |                             | c                |
| Türkisch                  | Grünes Häkchensymbol für ja |                             |                             |                  |
| Ukrainisch                | Grünes Häkchensymbol für ja |                             |                             |                  |
| Ungarisch                 |                             |                             |                             | d                |
| Urdu                      | Grünes Häkchensymbol für ja |                             |                             |                  |

## Beschwerden
Paragraph 19 regelt das Beschwerdeverfahren. Alle haben das Recht, sich mit Anregungen zum Programm und Eingaben an die Deutsche Welle zu wenden. Wenn die Verletzung von Programmgrundsätzen behauptet wird, soll die Beschwerde unverzüglich nach Ausstrahlung der Sendung erhoben werden. Die Entscheidung erfolgt schriftlich durch den Intendanten in Monatsfrist. Über Programmbeschwerde und Bescheid ist der Rundfunkrat zu unterrichten. „Hilft der Intendant der Programmbeschwerde nicht oder nicht innerhalb der Frist nach Absatz 2 Satz 2 ab, so kann sich der Beschwerdeführer an den Rundfunkrat wenden, der dann über die Programmbeschwerde entscheidet. Auf diese Möglichkeit hat der Intendant in seinem Bescheid ausdrücklich hinzuweisen.“

## Struktur

### Rechtsform
Die Rundfunkanstalt des Bundesrechts DW ist eine gemeinnützige Anstalt des öffentlichen Rechts. Als solche untersteht sie der Rechtsaufsicht durch die Bundesregierung. Zur Wahrung der Pressefreiheit der Deutschen Welle ist allerdings eine Fachaufsicht ausgeschlossen (§ 61 DWG). Der Intendant untersteht dem Rundfunkrat und dem Verwaltungsrat und ist diesen gegenüber verantwortlich.

### Aufsichtsgremien
Als Aufsichtsgremien bestehen der Rundfunkrat und der Verwaltungsrat der Deutschen Welle.
Die Mitglieder der Räte sind weder an Aufträge noch an Weisungen gebunden. Die Amtszeit vom Rundfunkrat und vom Verwaltungsrat beträgt fünf Jahre.

#### Rundfunkrat
Der Rundfunkrat vertritt die Interessen der Allgemeinheit und überwacht die Einhaltung der Programmgrundsätze. Er wählt den Intendanten und berät diesen in Programmangelegenheiten.
Der Rundfunkrat besteht aus 17 Mitgliedern: je zwei vom Bundestag und vom Bundesrat gewählten, drei von der Bundesregierung benannten und zehn Mitgliedern, die ein festgelegter Kreis von Gruppen und Organisationen benennt.
Beschlüsse werden mit der Mehrheit der Stimmen der Anwesenden getroffen, wenn mindestens die Mehrheit anwesend ist, also mindestens mit 5 Stimmen bei 9 anwesenden Mitgliedern. Bei wichtigen Entscheidungen, etwa der Entlassung des Intendanten, müssen 2/3 der Mitglieder zustimmen, also mindestens 12.
| Mitglied | Funktion                                                        | benannt von                                                                             |
| --- | --------------------------------------------------------------- | --------------------------------------------------------------------------------------- |
| Prälat Karl Jüsten, Leiter des Katholischen Büros in Berlin                                                                             | Vorsitzender                                                    | Katholische Kirche                                                                      |
| Sibylle Spoo, Bereichsleiterin bei der Gewerkschaft ver.di a. D.                                                                        | stellvertretende Vorsitzende                                    | Deutscher Gewerkschaftsbund (DGB)                                                       |
| Marco Wanderwitz, MdB (CDU) | Vorsitzender des Distributionsausschusses                       | Bundestag                                                                               |
| Vera Szackamer, Mitglied im Präsidium des Zentralrats der Juden in Deutschland                                                          | Vorsitzende des Ausschusses der DW Akademie                     | Zentralrat der Juden in Deutschland                                                     |
| Prof. Christian Höppner, Präsident des Deutschen Kulturrates                                                                            | Vorsitzender des Programmausschusses, Haushaltsberichterstatter | Deutscher Kulturrat                                                                     |
| Frank Kopania, Leiter der Abteilung Auslandsarbeit im EKD-Kirchenamt                                                                    | Haushaltsberichterstatter                                       | Evangelische Kirche                                                                     |
| Claudia Roth, MdB (Bündnis 90/Die Grünen), Staatsministerin für Kultur und Medien                                                       |                                                                 | Bundesregierung                                                                         |
| Helge Lindh, MdB (SPD) |                                                                 | Bundestag                                                                               |
| Katja Keul, MdB (Bündnis 90/Die Grünen), Staatsministerin im Auswärtigen Amt                                                            |                                                                 | Bundesregierung                                                                         |
| Bärbel Kofler, MdB (SPD), Parlamentarische Staatssekretärin bei der Bundesministerin für wirtschaftliche Zusammenarbeit und Entwicklung |                                                                 | Bundesregierung                                                                         |
| Carola Richter, Freie Universität Berlin                                                                                                |                                                                 | Hochschulrektorenkonferenz                                                              |
| Ulrike Hiller, Staatsrätin a. D. (Bremen)                                                                                               |                                                                 | Bundesrat                                                                               |
| Markus Ulbig, Staatsminister a. D. (Sachsen)                                                                                            |                                                                 | Bundesrat                                                                               |
| Thorsten Schäfer-Gümbel, Vorstandssprecher der Deutschen Gesellschaft für Internationale Zusammenarbeit (GIZ) GmbH                      |                                                                 | Deutsche Gesellschaft für Internationale Zusammenarbeit (GIZ)                           |
| Torsten Burmester, Vorstandsvorsitzender des Deutschen Olympischen Sportbund (DOSB)                                                     |                                                                 | Deutscher Olympischer Sportbund (DOSB)                                                  |
| Christina Ramb, Mitglied der Hauptgeschäftsführung der Bundesvereinigung der Deutschen Arbeitgeberverbände (BDA)                        |                                                                 | Bundesvereinigung der Deutschen Arbeitgeberverbände (BDA), im Einvernehmen mit der DIHK |
| Anja Utler, Dichterin |                                                                 | Deutsche Akademie für Sprache und Dichtung                                              |

#### Verwaltungsrat
Der Verwaltungsrat überwacht die Geschäftsführung des Intendanten außerhalb der Programmgestaltung. Er besteht aus 7 Mitgliedern. Die nicht von den Staatsorganen Bundesregierung, Bundestag und Bundesrat gewählten bzw. benannten Mitglieder werden als Vertreter gesellschaftlicher Gruppen und Organisationen vom Rundfunkrat gewählt.
| Mitglied | Funktion                       | benannt/gewählt von |
| --- | ------------------------------ | ------------------- |
| Ulrich Silberbach, Bundesvorsitzender des Deutschen Beamtenbundes                                                      | Vorsitzender                   | Rundfunkrat         |
| Achim Dercks, Stellvertretender Hauptgeschäftsführer der DIHK                                                          | Stellvertretender Vorsitzender | Rundfunkrat         |
| Martin Rabanus, MdB (SPD)                                                                                              |                                | Bundestag           |
| Mark Speich, Staatssekretär für Bundes- und Europaangelegenheiten sowie Internationales des Landes Nordrhein-Westfalen |                                | Bundesrat           |
| Steffen Saebisch, Staatssekretär im Bundesministerium der Finanzen                                                     |                                | Bundesregierung     |
| Gabriele Schulz, Stellvertretende Geschäftsführerin des Deutschen Kulturrats                                           |                                | Rundfunkrat         |
| Christina Marx, Mitglied der Geschäftsleitung von Aktion Mensch                                                        |                                | Rundfunkrat         |

### Finanzierung
Auch wenn die DW wie die öffentlich-rechtlichen Rundfunkanstalten eine Anstalt des öffentlichen Rechts ist, erhält sie keine Zuwendungen aus den Rundfunkbeiträgen. Die Finanzierung der DW wird maßgeblich mit Steuergeldern aus dem Bundeshaushalt finanziert. Die Deutsche Welle erhält ihren Zuschuss über die Beauftragte der Bundesregierung für Kultur und Medien, die ihrerseits im Bundeshaushalt dem Einzelplan des Bundeskanzlers und des Bundeskanzleramts zugeordnet ist. Daneben ist es der Deutschen Welle erlaubt, sonstige Einnahmen zu erzielen, etwa aus Werbung und Sponsoring (in der Diktion des Deutsche-Welle-Gesetzes „Sponsern“). Der Etat 2021 betrug 391 Millionen Euro.

### Personal und Personalvertretung
In der DW-Zentrale Bonn und am Standort Berlin arbeiten rund 1.500 festangestellte und annähernd so viele freie Mitarbeiter aus 60 Nationen. 350 sind im Deutschen Journalistenverband organisiert, dessen Liste auch in die Personalvertretung gewählt wurde. Die Wahlbeteiligung lag bei 64 %.

## Kirchlicher Bezug
Die römisch-katholische und die evangelische Kirche haben bei der Deutschen Welle im Internet folgende Rubriken: Deutschland verstehen, Deutschland entdecken und Deutschland evangelisch-katholisch. Die christlichen Seiten werden als sogenannte „Verkündigungsangebote“ allein von den Kirchen verantwortet. Die Verkündigung kirchlicher Ansichten ohne redaktionelle Bearbeitung sind Sonderrechte der beiden größten kirchlichen Konfessionen, die ihnen in den Staatsverträgen der Rundfunkanstalten zugestanden werden. Die Kosten „für Konfektionierung und Pflege“ der kirchlichen Inhalte des Senders betrugen für die Deutsche Welle nach Angaben in 2015 etwa 10.000 Euro.
Der Intendant Peter Limbourg arbeitet nebenbei als Berater der publizistischen Kommission der Deutschen Bischofskonferenz und ist Mitglied der Diözesanleitung der Malteser.
Rundfunkratsvorsitzender ist seit 2014 Karl Jüsten. Der Prälat ist Leiter des Katholischen Büros in Berlin, einer Lobbyorganisation der römisch-katholischen Kirche.

## DW Akademie
Die DW Akademie ist das internationale Zentrum der Deutschen Welle für Medienentwicklung, Medienberatung und journalistische Aus- und Fortbildung. Sie arbeitet mit Partnersendern, Organisationen und Universitäten weltweit zusammen. Dabei liegt ein besonderer Schwerpunkt auf dem Aufbau und der Stärkung von freien Medien in über 50 Entwicklungs-, Schwellen- und Transformationsländern. Finanziert wird die Arbeit überwiegend durch das Bundesministerium für wirtschaftliche Zusammenarbeit und Entwicklung. Weitere Mittelgeber sind das Auswärtige Amt und die Europäische Union.
An den Standorten Bonn und Berlin führt die Akademie professionelle Medientrainings durch. International erfahrene Medienexperten bereiten in diesen Schulungen Fach- und Führungskräfte aus Politik, Wirtschaft und Organisationen auf öffentliche Auftritte im In- oder Ausland vor und vermitteln Kompetenzen in Bereichen wie Social Media oder Krisenkommunikation.
Die bilinguale Volontärsausbildung der Deutschen Welle ist in der DW Akademie angesiedelt. Die Nachwuchsjournalisten durchlaufen hier eine 18-monatige Ausbildung und werden in den drei Bereichen Fernsehen, Radio und Online geschult. In Kooperation mit der Universität Bonn und der Hochschule Bonn-Rhein-Sieg bietet die DW Akademie den Masterstudiengang „International Media Studies“ an.
Leiter der Akademie seit September 2018 ist Carsten von Nahmen. Ab Februar 2017 berichtete er zuvor als Senior Correspondent für das DW-Studio Washington. 2014 wurde von Nahmen stellvertretender Chefredakteur und Leiter der Hauptabteilung Nachrichten der DW. Bis Mai 2018 leitete Christian Gramsch als Direktor die DW Akademie, bis zum 1. November 2013 Multimediadirektor Regionen der DW. Er folgte auf Gerda Meuer, die unter anderem als Korrespondentin für die entwicklungspolitische Presseagentur Inter News Service und als stellvertretende Chefredakteurin im Radioprogramm der Deutschen Welle gearbeitet hat. Sie ist seit dem 1. November 2013 Programmdirektorin des Senders.
Die DW Akademie geht auf das Deutsche Welle Ausbildungszentrum (DWAZ) zurück. Dieses nahm 1965 seine Arbeit auf und war zunächst als Instrument der Medienförderung für Afrika, Asien und Lateinamerika vorgesehen. Im selben Jahr fand in Köln das erste Training für drei Hörfunktechniker von Radio Ruanda statt. Seit 1970 gibt es auch Schulungen für Fernsehmitarbeiter. Das dafür in Berlin gegründete DWAZ Fernsehen war an den Sender Freies Berlin angegliedert.
In Tunis fand 1971 das erste Training außerhalb Deutschlands statt, um Sportjournalisten auf die Berichterstattung über die Olympischen Spiele in München vorzubereiten. Nach der deutschen Wiedervereinigung bot das DWAZ 1990 erstmals Trainings für Medienschaffende aus Osteuropa an. Zwölf Rundfunkjournalisten aus Polen und Ungarn nahmen an einem Management-Kurs in Deutschland teil. 1992 erreichte das DWAZ Indien mit einem Training bei All India Radio.
Im Jahr 1996 wurden die beiden Ausbildungszentren für Hörfunk und Fernsehen unter dem Dach der Deutschen Welle gebündelt. Die zusammengeführten Einrichtungen hießen fortan Fortbildungszentrum DWFZ. Infolge von Umstrukturierungen entstand 2004 die DW Akademie, die seit dieser Zeit auch regelmäßig Medientrainings für die Diplomatenschule des Auswärtigen Amtes durchführt. In der DW Akademie bündeln sich das DWFZ und die Bereiche der journalistischen Aus- und Fortbildung der DW.

## Global Media Forum

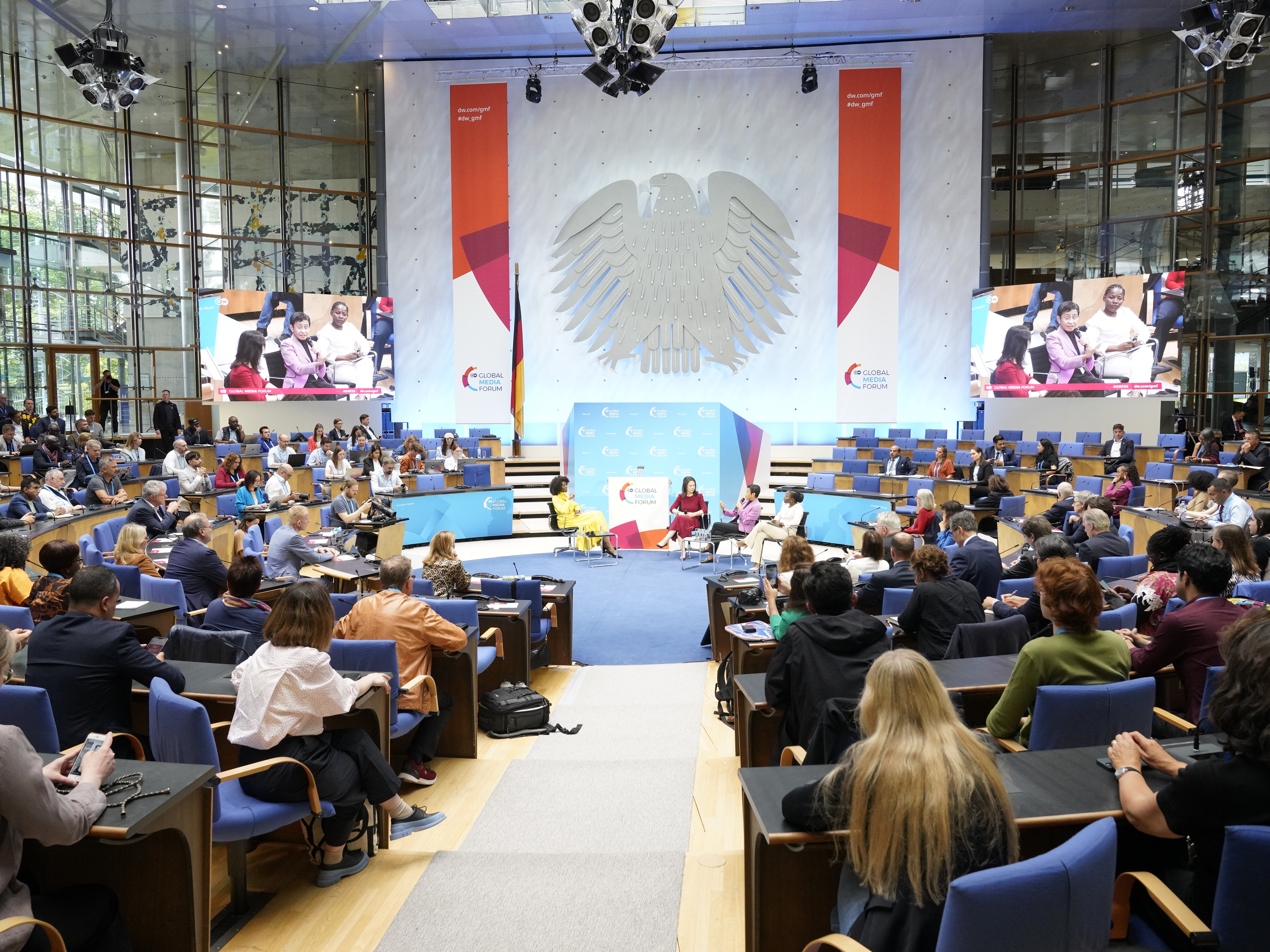
Podiumsdiskussion beim Global Media Forum 2024 mit Moderatorin Liz Shoo (DW) sowie Bundesaußenministerin Annalena Baerbock, Maria Ressa von Rappler und Scovia Culton Nakayama von Her Story Uganda

Das DW Global Media Forum (GMF) ist die internationale und interdisziplinäre Medienkonferenz der Deutschen Welle. Jedes Jahr nehmen Teilnehmende aus über hundert Ländern daran teil.
Zu den Programmpunkten des GMF gehören Plenarvorträge, Podiumsdiskussionen und Arbeitssitzungen zum fachlichen Austausch, etwa über die sich verändernde Medienlandschaft.
Zu den früheren Vortragssprechern gehören:
- Maria Ressa – Geschäftsführerin von Rappler und Friedensnobelpreisträgerin
- Dmitri Andrejewitsch Muratow – Friedensnobelpreisträger und Journalist
- Melissa Fleming – Pressereferentin bei der UN
- Ranga Yogeshwar – Physiker und Wissenschaftsjournalist
- Alessandra Galloni – Chefredakteurin von Reuters
- Aroon Purie – Gründer und Herausgeber von India Today[36]

## DW Freedom of Speech Award
Mit dem Freedom of Speech Award zeichnet die DW seit 2015 jährlich eine Person oder Initiative aus, die sich in herausragender Weise für die Freiheitsrechte, insbesondere die Presse- und Meinungsfreiheit, einsetzt. Die Verleihung des DW Freedom of Speech Award ist jedes Jahr einer der Höhepunkte der internationalen DW-Medienkonferenz Global Media Forum in Bonn.
Zu den Preisträgerinnen und Preisträgern der vergangenen Jahre gehören Julia Nawalnaja und die Stiftung gegen Korruption (2024), der salvadorianische Investigativjournalist Óscar Martínez (2023) und die beiden ukrainischen Journalisten Mstyslav Chernov und Evgeniy Maloletka (2022).

## Geschichte

### Vorläufer
Ein Vorgänger mit ähnlichem Namen war die Deutsche Welle GmbH, die im August 1924 von Ernst Ludwig Voss in Berlin gegründet wurde und vom 7. Januar 1926 an regelmäßig sendete. Ihre Eigentümer waren zunächst zu 70 % die Reichs-Rundfunk-Gesellschaft und zu 30 % der Freistaat Preußen. Ab 1931 sendete die Deutsche Welle aus dem Berliner Haus des Rundfunks. Am 1. Januar 1933 wurde die Deutsche Welle GmbH offiziell in die Deutschlandsender GmbH überführt.
Der Sender sieht sich in der Tradition des ersten deutschen Auslandsrundfunks, des Weltrundfunksenders der Weimarer Republik. Der Weltrundfunksender wurde 1933 vom NS-Regime in Deutscher Kurzwellensender umbenannt.

### 1950er bis 1980er Jahre

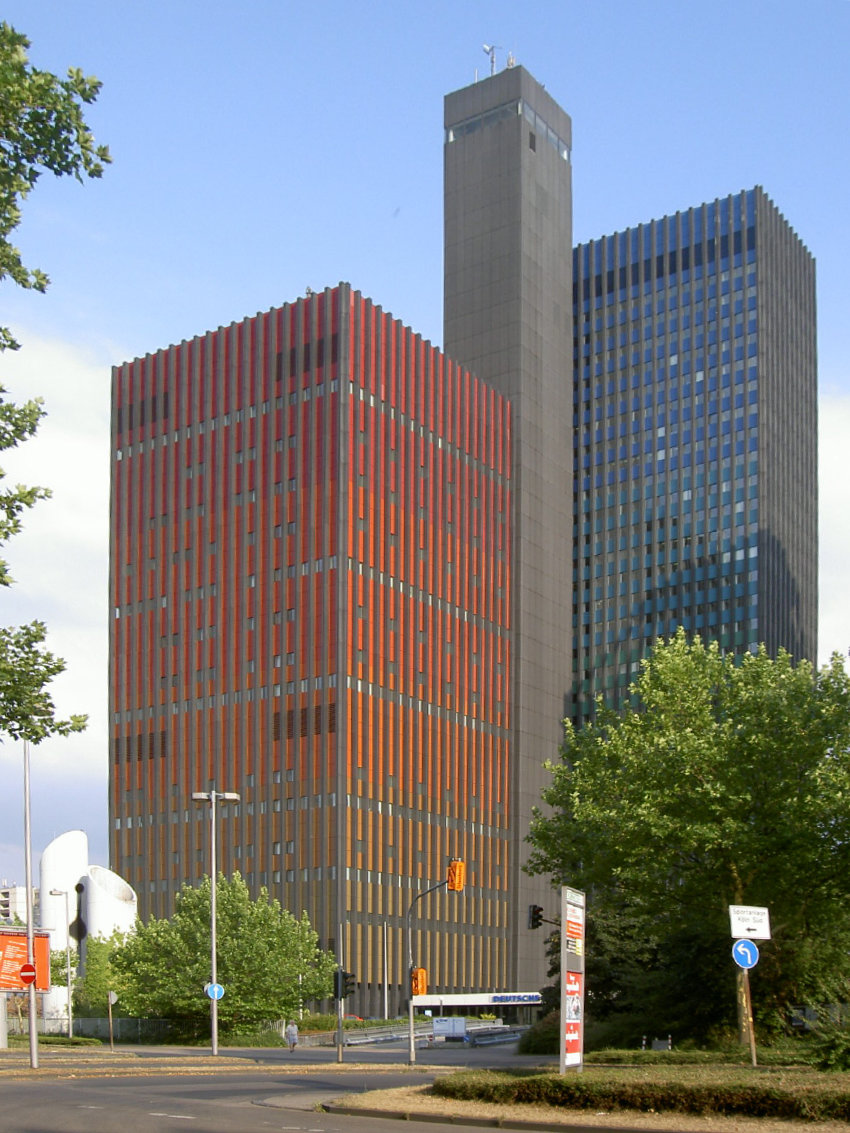
Ehemaliges Gebäude der Deutschen Welle in Köln (2003)

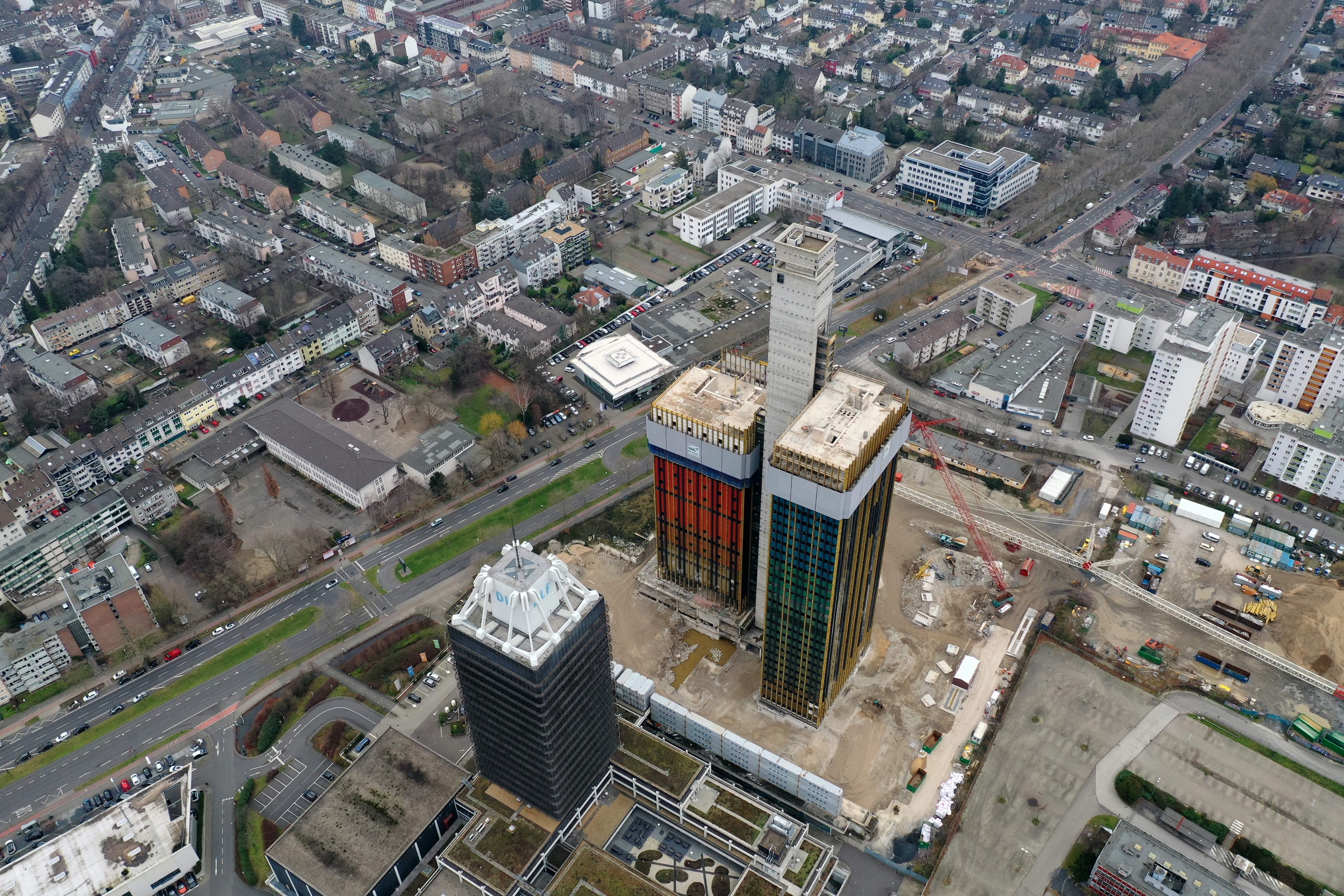
Abriss des Gebäudes im Februar 2020 …

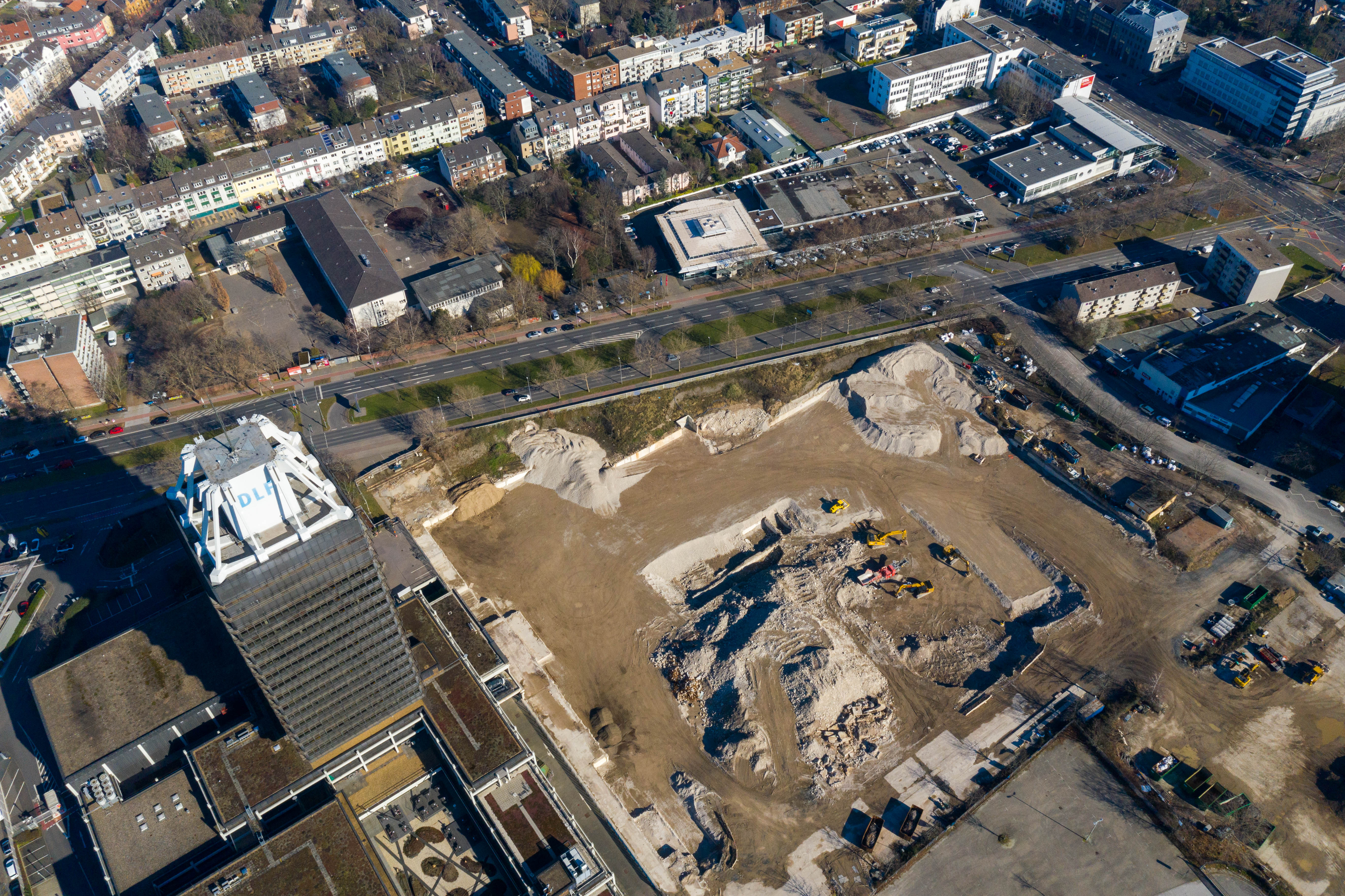
… und abgeschlossener Rückbau im März 2021

Die Deutsche Welle ging am 3. Mai 1953 mit deutschsprachigem Hörfunk auf Kurzwelle erstmals auf Sendung. Die Grußadresse „an die lieben Landsleute in aller Welt“ wurde vom damaligen Bundespräsidenten Theodor Heuss gesprochen.
Am 11. Juni 1953 wurde zwischen den Mitgliedern der ARD der Vertrag über die Einrichtung des gemeinsamen Kurzwellenprogramms Deutsche Welle unterzeichnet. Die Verantwortung für das Programm lag zunächst beim damaligen Nordwestdeutschen Rundfunk (NWDR), später beim Westdeutschen Rundfunk (WDR) in Köln, so dass dessen jeweiliger Intendant auch für die Deutsche Welle verantwortlich war.
Im Oktober 1954 startete die Deutsche Welle Radiosendungen auf Englisch, Französisch, Spanisch, Portugiesisch und Polnisch.
1960 wurde die Deutsche Welle per Bundesgesetz eine eigenständige Anstalt des öffentlichen Rechts. Das am 26. Oktober 1960 vom Deutschen Bundestag verabschiedete Gesetz über die Errichtung von Rundfunkanstalten des Bundesrechts vom 29. November 1960 legte fest, dass die Deutsche Welle als Kurzwellensender Rundfunksendungen für das Ausland und der mit diesem Gesetz ebenfalls gegründete Deutschlandfunk Rundfunksendungen für (ganz) Deutschland und das europäische Ausland produzieren sollten. Mit Inkrafttreten des Gesetzes am 16. Dezember 1960 galten die beiden neuen Anstalten nach § 33 als errichtet. Der Auftrag der ARD an den WDR, die Deutsche Welle als Gemeinschaftseinrichtung zu betreiben, erlosch. Die DW mit Sitz in Köln trat jedoch am 7. Juni 1962 der ARD bei, so dass die ursprüngliche Verbindung der ARD mit der DW wieder hergestellt wurde. Von Oktober 1961 bis Februar 1968 war Hans Otto Wesemann Intendant.
1962 wurde das Hörfunkprogramm erweitert, seitdem wird zusätzlich auf Persisch, Türkisch, Russisch, Polnisch, Tschechisch, Slowakisch, Ungarisch, Serbisch und Kroatisch gesendet. 1963 folgte Kisuaheli und Haussa für Afrika, Indonesisch sowie Bulgarisch, Rumänisch und Slowenisch. Im gleichen Jahr verschickte die DW auch erstmals Filmkopien für das Fernsehen. Ab 1964 sendete die DW auch auf Griechisch, Italienisch, Hindi und Urdu, ab 1970 auf Paschtu und Dari.
Die Studios und Redaktionen wechselten immer wieder ihre Standorte in Köln. 1974 begannen dann im Süden der Stadt die Bauarbeiten an dem von der Planungsgruppe Stieldorf entworfenen neuen Funkhaus am Raderberggürtel für die DW sowie den DLF, dessen Einweihung im Jahr 1980 stattfand und das 2021 wegen Asbest-Belastung komplett zurückgebaut war.
Ab 1966 war Franz-Josef Neuß (* 1929 in Aachen) stellvertretender Chefredakteur der Deutschen Welle in Köln. Zuvor war er dort seit 1961 politischer Redakteur beim Westdeutschen Rundfunk.
Von März 1968 bis Februar 1980 war Walter Steigner Intendant. Danach folgte Conrad Ahlers im März 1980. Er war jedoch lediglich bis Dezember desselben Jahres Intendant. Auf ihn folgte im selben Monat Heinz Fellhauer, der ein halbes Jahr Intendant war. Im Juli 1981 übernahm Klaus Schütz die Leitung, bis zum Juni 1987. Ab dem nächsten Monat übernahm Heinz Fellhauer und blieb dies bis Juni 1989.

### 1990er Jahre
Dieter Weirich, der im Juli 1989 die Intendanz übernommen hatte, führte die DW durch die 90er Jahre bis März 2001.
RBI-Einstellung

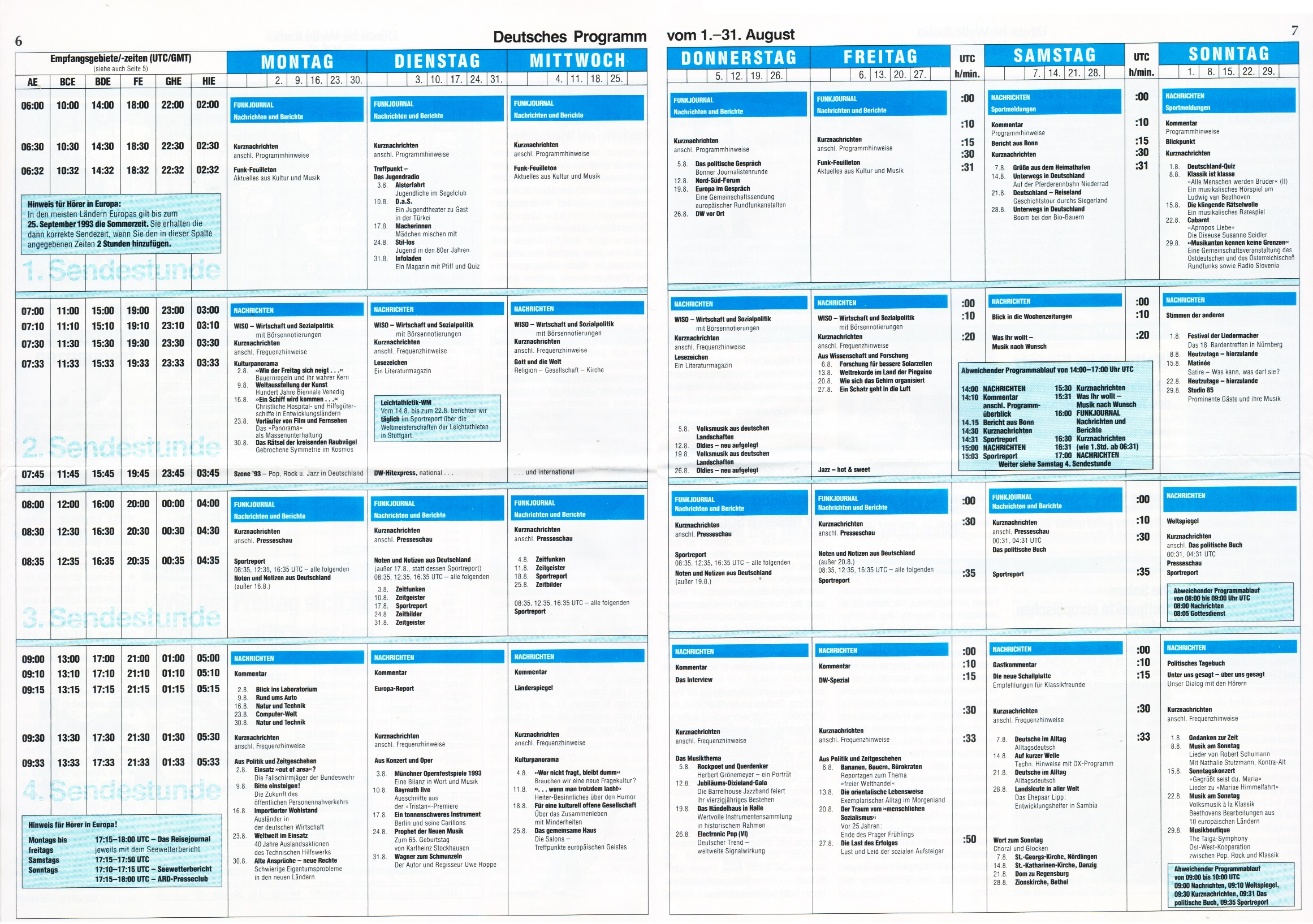
Deutsches Programm (1993)

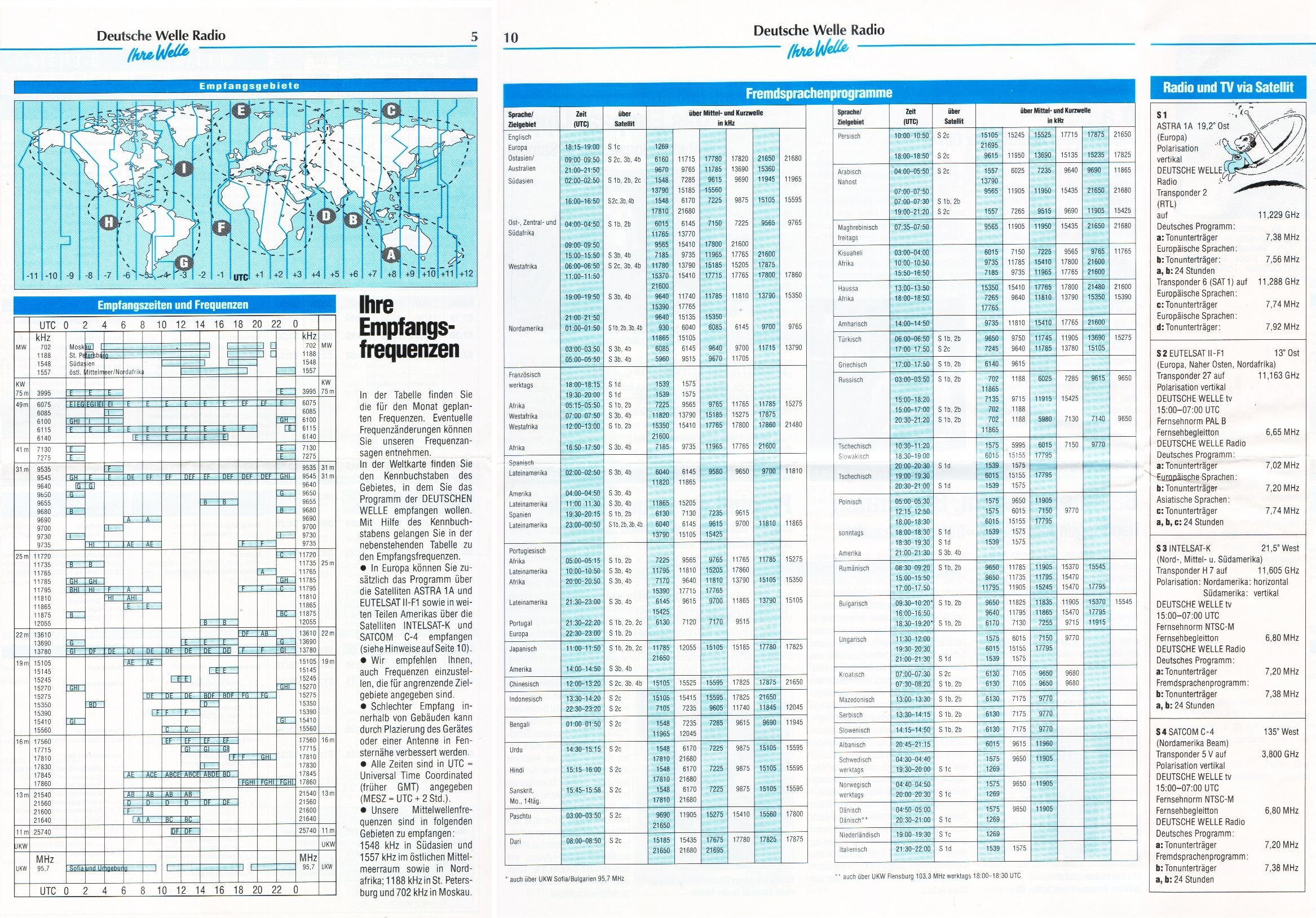
Frequenzen und Sprachen (1993)

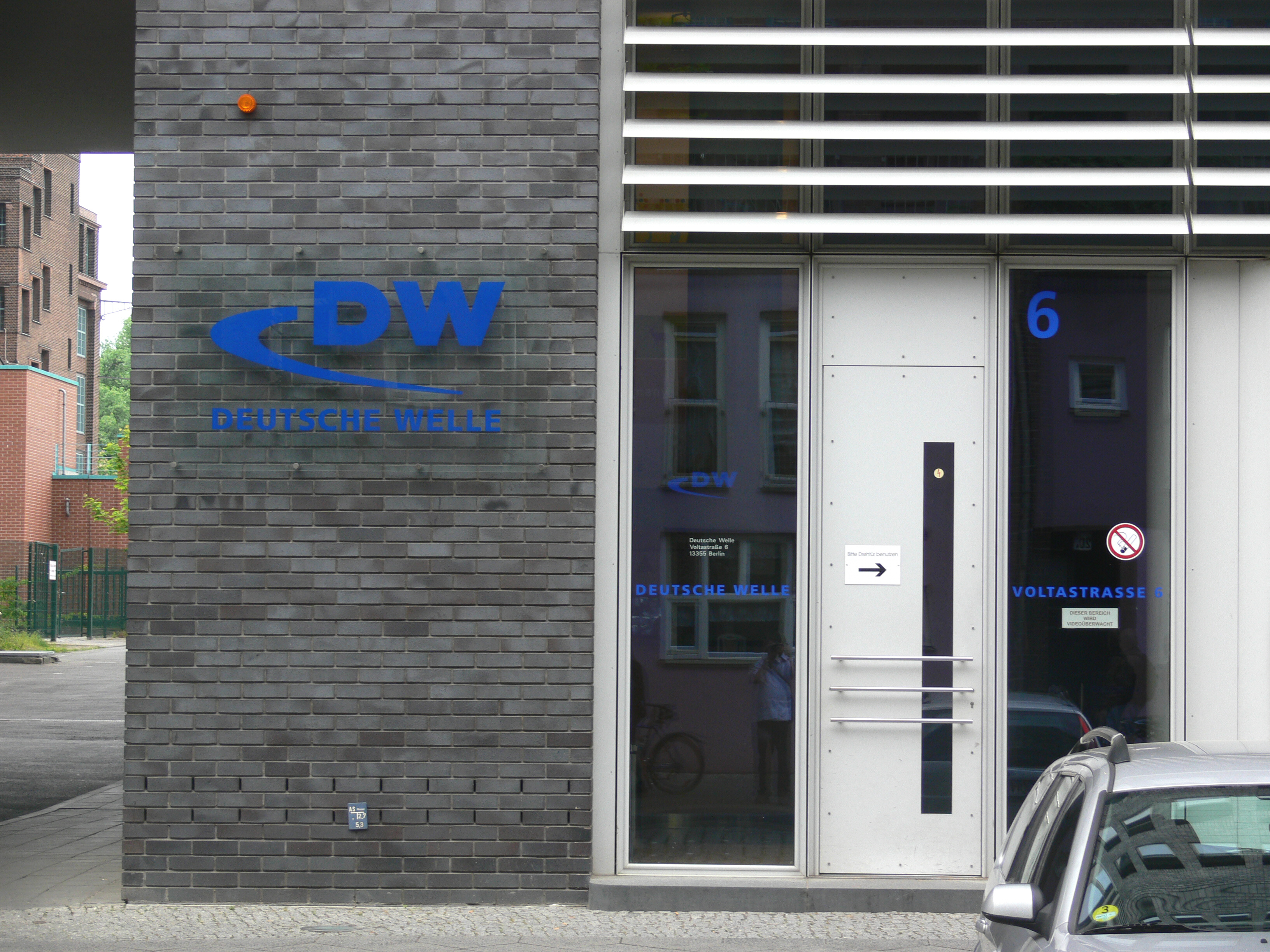
Sitz der Deutschen Welle in Berlin (Gesundbrunnen, Voltastraße 6) (2008)

Mit der deutschen Wiedervereinigung im Jahre 1990 wurde der Sendebetrieb von Radio Berlin International (RBI), dem Auslandsdienst der DDR, eingestellt. Einige Mitarbeiter von RBI fanden fortan bei der Deutschen Welle Arbeit, und auch Teile der Sendetechnik, inklusive der Sendeanlage in Nauen und deren Frequenzen, wurden übernommen.
Neue Sprachenprogramme 1992
Am 1. April 1992 begann der Sender mit dem deutsch- und englischsprachigen Fernsehprogramm DW-TV aus Berlin in das aktive Fernsehzeitalter. Die Programme werden über Satellit ausgestrahlt und in den Folgejahren weiter ausgebaut. Inzwischen wird auch auf Spanisch und Arabisch gesendet. In DW-TV ging das wenige Jahre zuvor gestartete RIAS-TV auf. 1992 begann die DW auch mit Sendungen auf Albanisch.
Deutschlandfunk-Auflösung
Im Vorfeld der neuen Rundfunkstruktur des Bundes, die 1994 zur Auflösung des Deutschlandfunks als eigenständige Rundfunkanstalt bzw. dessen Überführung in die Sendeanstalt Deutschlandradio führte, übernahm die Deutsche Welle 1993 einige Fremdsprachensendungen des DLF. Ein Jahr später startete die DW unter „www.dwelle.de“ ihre Webpräsenz und war damit die erste öffentlich-rechtliche Rundfunkanstalt in Deutschland, die im World Wide Web vertreten war.
Gebäude in Berlin
Nach der Auflösung von RIAS-TV 1992 bezog die Deutsche Welle die Studios an der Voltastraße in Berlin-Gesundbrunnen auf dem Gelände ehemaliger Industrieanlagen der AEG. Zwischen 1994 und 1996 wurde dort ein Neubau errichtet.
Kürzungen
Die DW leidet unter massiven finanziellen und personellen Kürzungen. Binnen fünf Jahren wurde der Haushalt bis 2004 um ca. 75 Millionen Euro zurückgefahren. Die Zahl der Stellen ist seit 1994 von 2200 auf 1200 reduziert worden. Die seit Herbst 2005 amtierende Bundesregierung hat in dem vom Bundestag beschlossenen Haushalt 2006 allerdings wieder eine Erhöhung des Etats durchgesetzt. Ende der 1990er Jahre stellte die DW zahlreiche Redaktionen ein. 1998 beendete sie ihr Angebot auf Dänisch, Norwegisch, Niederländisch, Italienisch und Sanskrit. Ende 1999 folgten Japanisch, Slowakisch, Slowenisch, Spanisch, Tschechisch und Ungarisch. Was die spanische Redaktion betrifft, wurde nur der Hörfunk eingestellt. Als Grund für die Kürzungen gab die DW die mangelnde Nachfrage in den Zielländern an. Insbesondere die zweite Kürzungsrunde war aber auch den Mittelkürzungen des Bundes (s. o.) geschuldet.

### Ab 2000
Dieter Weirich gab die Intendanz im April 2001 an Reinhard Hartstein, der die DW bis September 2001 kommissarisch als Stellvertretender geschäftlich führte. Auf ihn folgte Intendant 1. Oktober 2001 Erik Bettermann, der die Leitung bis September 2013 innehatte.
Neue Programme

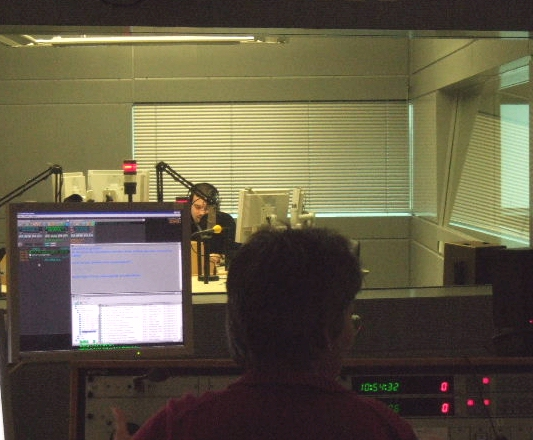
Studio in der Zentrale der Deutschen Welle in Bonn (2006)

Im Jahr 2000 begannen Programme in ukrainischer Sprache, und 2001 begann die DW mit der Ausstrahlung des Fernsehprogramms „German TV“, das zunächst nur in Nordamerika über Pay-TV-Plattformen vermarktet und ab 2002 als Vollprogramm ausgestrahlt wurde. Allerdings konnten gerade deshalb nicht genügend Zuschauer gewonnen werden, so dass der Sender Anfang 2006 seinen Betrieb einstellte. Auf dem ehemaligen „German TV“-Programmplatz wird seitdem in Nordamerika das Fernsehprogramm DW-TV verbreitet. 2002 startete die Deutsche Welle ihr arabischsprachiges TV-Angebot. Via Nilesat ist es in mehr als 20 Ländern zu empfangen.
Am 11. September 2001 sendete das Deutsche Hörfunk-Programm ab 17 Uhr (MEZ) insgesamt 48 Stunden nonstop Live über die Anschläge auf das World Trade Center.
Umzug in den Schürmann-Bau
Anlässlich des 50. Jubiläums des Senders im Jahr 2003 (Festakt war am 27. Juni) zog die Deutsche Welle von Köln nach Bonn in den Schürmann-Bau im Bundesviertel um. Ein Grund war die Asbestbelastung in den Räumen des alten Funkhauses. In den 1960er/1970er Jahren war es gängige Praxis – und auch von der BAM empfohlen –, Hochhäuser in Stahlkonstruktion mit Spritzasbest als Feuerschutz zu ummanteln. Von der ursprünglich geplanten Sprengung des Gebäudes sah man wegen der Bedenken des benachbarten Deutschlandradios ab, das asbestbelastete Gebäude soll nun etagenweise rückgebaut werden.
Die Umzugskosten wurden im Geschäftsbericht 2002 mit mehr als 15 Millionen Euro veranschlagt. Am neuen Standort in Bonn werden nur mehr die Hörfunksendungen produziert. Die Fernsehsendungen der Deutschen Welle kommen aus Berlin. Das Online-Angebot der Deutschen Welle wird in Berlin und Bonn produziert und bietet Inhalte in 32 Sprachen.
Neues DW-Gesetz 2004
Der Bundestag verabschiedete am 28. Oktober 2004 ein neues DW-Gesetz, das die Deutsche Welle im Gegensatz zu anderen öffentlich-rechtlichen Programmen als trimedial definiert und somit den Onlineauftritt DW.com zu einem gleichberechtigten Medium neben DW-TV und DW-Radio macht.
Am 6. Oktober 2006 wurden die Journalistin Karen Fischer und der Techniker Christian Struwe in Afghanistan erschossen.
Mehrmals wurde der Transponder von DW-TV auf Hotbird absichtlich gestört, zuletzt vom 10. bis zum 13. Februar 2010 anlässlich des 31. Jahrestages der Islamischen Revolution. Nach Aussagen des Satellitenbetreibers Eutelsat konnte man den Störsender eindeutig in der Umgebung des Iran lokalisieren.
2006 beschäftigte der Sender 1444 Mitarbeiter. 2011 gab es je etwa 1500 festangestellte und freie Mitarbeiter.

### 2010er Jahre
Im Oktober 2013 folgte der Wechsel an der DW. Peter Limbourg übernahm die Leitung von Erik Bettermann.
Neue Aufgabenplanung 2011
Am 7. April 2011 beschloss der Deutsche Bundestag eine neue Aufgabenplanung für den Sender.
- Die Sparten Radio, Fernsehen und Online sollen bis 2013 zusammengelegt werden.[53][54]
- Das Radioprogramm soll weiter reduziert werden.
- Die Inhalte sollen vorrangig über das Fernsehen und über das Internet vermittelt werden.
- Bereits im Vorfeld war die Rede von einer nur noch einstündigen Sendeschleife, die noch verbleiben solle.
- Die Ausstrahlung auf Kurzwelle in Europa bleibe noch bis zum Auslaufen der Sender-Mietverträge bestehen.[55]

In der Aussprache wurde von der Linkspartei, die als einzige gegen den Entwurf gestimmt hatte, insbesondere kritisiert, dass sich der Sender bei der Programmgestaltung mit dem Auswärtigen Amt, dem Verteidigungsministerium sowie dem Ministerium für wirtschaftliche Zusammenarbeit abstimmen solle.
Der Deutsche Journalisten-Verband bemängelt, dass gerade in zensierten Medienmärkten Informationsseiten im Internet leichter als Radioprogramme „restlos einzuschränken“ sind.
Der Deutsche Kulturrat wies bei Einstellung der Kurzwellenausstrahlung Ende Oktober 2011 darauf hin, dass kein anderer Frequenzbereich eine so große Reichweite wie die Kurzwelle aufweise und „so autonom von Deutschland aus in die Welt strahlen“ könne: „Auch das Internet ist keine sichere Alternative zur Kurzwelle, da es durch Eingriffe in den Empfängerländern zensiert, behindert und sogar vollkommen abgeschaltet werden kann. Gerade in einer Zeit der gesellschaftlichen Umbrüche, nicht nur im arabischen Raum, ist es fahrlässig auf ein solches autonomes Übertragungsmedium wie die Kurzwelle für die Ausstrahlung des deutschsprachigen Programms zu verzichten.“
Die Deutsche Welle beendete in der Nacht vom 29. zum 30. Oktober 2011 die Ausstrahlung des deutschsprachigen Dienstes auf Kurzwelle. Außerdem wurden die Relaisstationen Sines (Portugal) und Trincomalee (Sri Lanka) geschlossen.
Relaunch 2012
Am 6. Februar 2012 unterzog sich die Deutsche Welle einem kompletten Relaunch und stellt seitdem in Ansagen die Abkürzung DW stärker als zuvor in den Vordergrund. Beim Relaunch wurde die spanischsprachige Sendestrecke DW (Español) für Lateinamerika von zwei auf 20 Stunden täglich ausgeweitet. Zeitgleich wurde das neue Online-Angebot unter der Domain www.dw.de neu aufgesetzt.
Zum Relaunch wurde auch die bisherige Logo-Familie zusammengefasst.
Kampf um Deutungshoheit
Im November 2013 forderte der neue Intendant Peter Limbourg mehr Geld für ein größeres Programmangebot in englischer Sprache. Hintergrund ist eine zunehmende globale Konkurrenz von Auslandssendern, etwa des Iran. Im Zuge dieser geostrategischen Neu-Ausrichtung strich die DW ihr Angebot auf Bengalisch und Portugiesisch für Afrika: Limbourg „möchte das Programm künftig stärker auf Entscheider in Großstädten ausrichten, Eliten also, die in für Deutschland wichtigen Ländern leben und Englisch verstehen.“ Im September erklärte Limbourg: „Unsere Werte in der Welt zu verbreiten ist eine nationale Aufgabe… Oder wollen wir Russia Today, Al-Dschasira und CCTV-News die Deutungshoheit über die internationale Politik überlassen?“ Das viersprachige Online-Portal Qantara.de zum Dialog mit der arabischen Welt soll fortgeführt werden.
Zusammenarbeit mit CCTV
Anfang September 2014 gab Intendant Peter Limbourg bekannt, dass die Deutsche Welle mit dem chinesischen Staatsfernsehen China Central Television (CCTV) zusammenarbeitet. Reporter ohne Grenzen protestierte dagegen. Im August des gleichen Jahres hatte die Deutsche Welle einer chinesischen Bloggerin aus anderen Gründen gekündigt.
Der englischsprachige Nachrichtensender DW News soll ab dem 22. Juni 2015 senden.

### 2020er Jahre
Am 24. Februar 2022 begannen russische Truppen auf Befehl von Staatspräsident Putin den Überfall auf die Ukraine.
Anfang März 2022 sperrte die staatliche Kommunikationsbehörde Roskomnadzor die Website der Deutschen Welle.
Am 28. März 2022 hat das russische Justizministerium die Deutsche Welle zu einer Liste von Medienorganisationen hinzugefügt, die als »ausländische „Agenten“« gelten.
Am 13. Mai 2022 wurde der Deutschen Welle die Verbreitung über reine Inlandsplattformen untersagt, da dies mit dem gesetzlichen Auftrag des Senders als Auslandsrundfunk nicht vereinbar sei. Nicht davon betroffen ist das offene Internet, wie etwa der Livestream auf der eigenen Homepage, der nicht unter die Regulierung falle.
Am 20. März 2023 bestätigte ein Sprecher der Deutschen Welle, dass die deutschsprachige Ausstrahlung der Deutschen Welle bald eingestellt wird. Nach Angaben des ungarischen Portals media1.hu könnte der Sender bis Ende 2023 eingestellt werden.
Der Kanal DW Deutsch wurde zum 1. September 2023 eingestellt und durch DW Deutsch+ ersetzt. Dieser hörte am 1. Januar 2024 auf zu existieren.

## Verbreitungswege
Die DW sendet 24-stündige Fernsehprogramme einem weltweiten Publikum auf Englisch, Spanisch und Arabisch.
Für ihre inhaltlichen Angebote nutzt die Deutsche Welle für ihre Hörfunkprogramme neben Kurzwellensendungen, die Satellitenübertragung, Internet-Livestream und in manchen Ländern lokal das UKW-Band. Nach eigenen Angaben arbeitete die DW mit 3000 Partnersendern zur lokalen Verbreitung der Programme zusammen. Für Teile Afrikas, wo nach Ansicht der DW viele Menschen nach wie vor über Radio zu erreichen seien, ist die DW weiterhin über Kurzwelle zu empfangen. Das TV-Programm wird über diverse Satellitenkanäle verbreitet und in Kabelnetze eingespeist und ist auch als Livestream auf der DW-Website und in der ARD Mediathek verfügbar. Die DW-App stellt online Inhalte der DW zur Verfügung. Seit 2019 stellt die DW ihre Internetseiten als Onion Service über das Tor-Netzwerk bereit, um Zensurmaßnahmen von antidemokratischen Staaten zu umgehen.
Die Deutsche Welle beteiligte sich stark an technischen Entwicklungen, um die Kurzwellenübertragung durch die Verwendung von Digitaltechniken heutigen Standards anzupassen und diesen Übertragungsweg weiter zu nutzen. Favorisiert wurde von der DW die Technik des Digital Radio Mondial-Konsortiums. 2008 startete sie mit der britischen BBC das Projekt BBC & DW. Dieses wurde aber mangels Erfolgs auf Hörerseite bald wieder eingestellt.
Die DW bestätigte Empfangsberichte mit einer QSL-Karte; der Dienst wurde am 1. September 2021 eingestellt.
Die DW verlagert vor allem in Ländern, in denen die Pressefreiheit eingeschränkt ist, ihre Arbeit auf digitale Medien. Sie schrieb im Mai 2023, dies sei entscheidend für den Erfolg ihrer Formate in Russland, in der Türkei und im Iran.

### Afrika
2016 kann die Deutsche Welle auf Kurzwelle in Asien in den Sprachen paschtunisch und Dari sowie in Afrika in den Sprachen amharisch, englisch, Hausa, französisch und Swahili empfangen werden. Die Sendungen auf Portugiesisch für Afrika werden seit Oktober 2014 nicht mehr auf Kurzwelle, sondern nur noch über Satellit und Partnersender ausgestrahlt. Die Sendungen auf UKW in der Region um die ruandische Hauptstadt Kigali sind im März 2015 mit der Schließung dieser letzten Relaisstation der DW eingestellt worden.
Außerdem können die Radioprogramme der DW (Stand 2015) über sechs Satelliten aufgenommen werden, deren Empfangsgebiet dem terrestrischen Empfang entspricht (westliches Asien und Afrika; gleiches Programmangebot). Zusätzlich dazu besteht noch eine Ausstrahlung auf griechisch.

### Asien
Für den asiatischen Raum sendet die DW über Asiasat-7 (105,5° East) ihr Programm DW Deutsch und DW English. Deutsche Welle Radio begann 2007, in den Sprachen Dari, Amharisch, Hausa, Paschtunisch und Swahili über Kurzwelle zu senden.

### Ehemalige Sendeanlagen, Hörfunk
Die Ausstrahlung des linearen deutschsprachigen Radioprogramms über Kurzwelle, sowie aller anderen Verbreitungswege wurde am 29. Oktober 2011 eingestellt.
Die DW strahlte seit Anfang 2007 ihre Programme im Kurzwellenbereich von dem Standort Woofferton in England durch den Provider VT Communications aus. Bis dahin wurde in Deutschland die Kurzwellensendeanlage Wertachtal verwendet. Die Deutsche Welle sendete bis in die 1990er bzw. Anfang der 2000er Jahre ihre Hörfunkprogramme aus Deutschland auch von der Großfunkstelle Nauen und dem Kurzwellenzentrum Jülich.

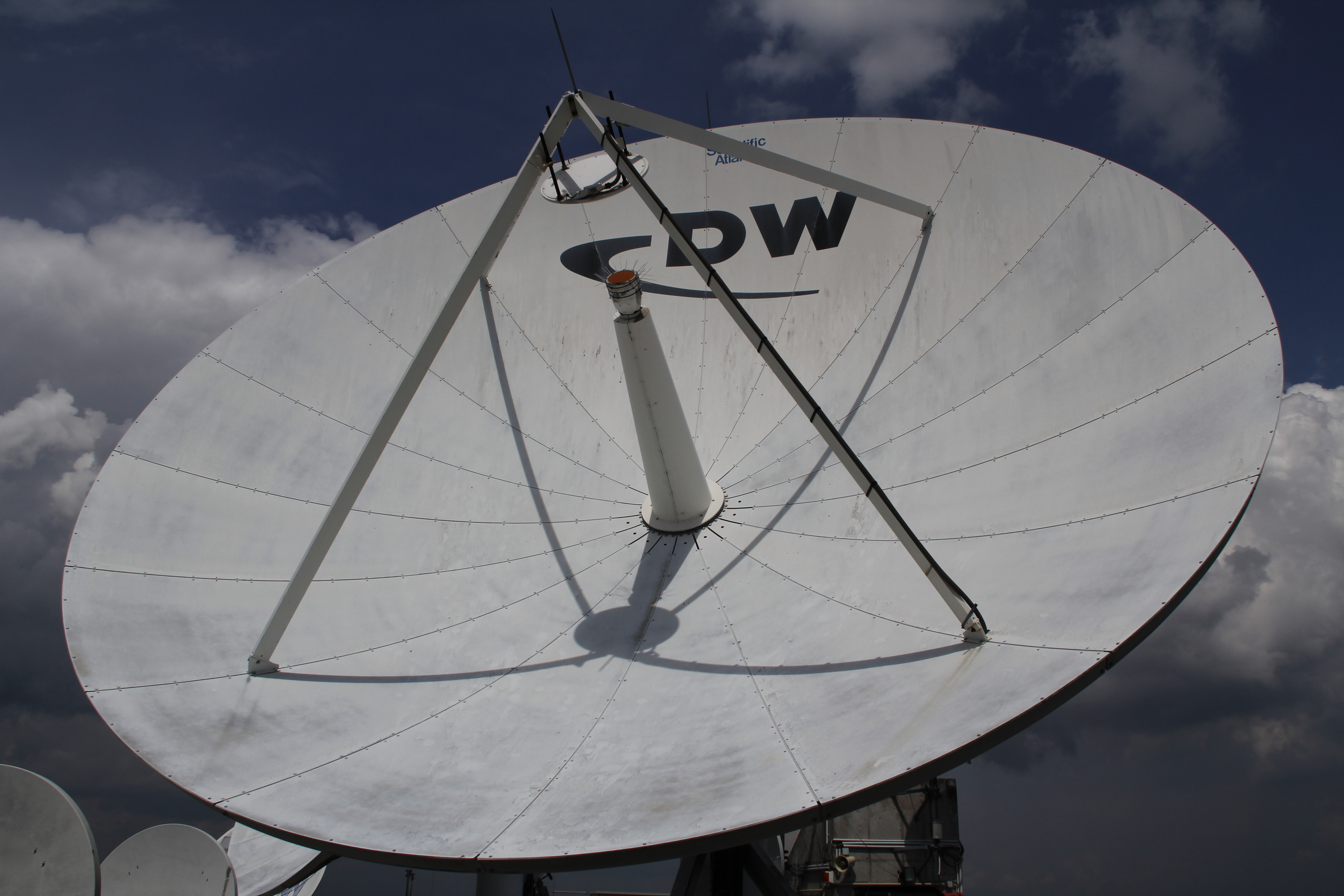
Sendeanlage DW Berlin (2012)

Die DW betrieb in ihrer Geschichte mehrere Relaisstationen, darunter in Trincomalee – Sri Lanka, Kigali – Ruanda sowie in Sines – Portugal. Von dem Kurzwellenrelais in Sines wurden unter anderem auf 3995 kHz-Sendungen im DRM-Modus ausgestrahlt. Sender im LW-, MW- und UKW-Bereich wurden für die Verbreitung von Programmen der Deutschen Welle in Deutschland nicht eingesetzt. Hingegen wurden an manchen ausländischen Standorten der DW, wie der 1996 stillgelegten Relaisstation Cyclops in Malta, auch Mittelwellensender eingesetzt. Ebenfalls nicht mehr verwendet wird die Relaisstation in Antigua in der Karibik, weil die DW die Kurzwellensendungen für Nord- und Südamerika eingestellt hat.
In Europa war zumeist ausreichender bis guter Empfang des deutschsprachigen Programms auf der Kurzwellenfrequenz 6075 kHz (49-Meter-Band) möglich. Einige afrikanische Dienste wurden bis 2013 auf Kurzwelle ausgestrahlt.

## Gegen DW gerichtete Störung, Spionage, Desinformation, Verbote und ähnliche Aktionen
Die Ausstrahlungen der Deutschen Welle wurden in ihrer Geschichte immer wieder aus politischen Gründen im Ausland gestört, weil sie Dissidenten und Kritiker zu Wort kommen ließ und damit in Diktaturen und Autokratien eine Gegenöffentlichkeit zur dort herrschenden Staatspropaganda bot.

### 1953–1989 (Kalter Krieg, Ost-West-Konflikt)
So sendete die DW zur Zeit des Kalten Krieges Beiträge des Schriftstellers Georgi Markow in die Volksrepublik Bulgarien, nach Sowjetrussland spielte die DW Archipel Gulag. Im Jahr 1980 erreichte das russische Programm der DW rund neun Millionen Hörer in der Sowjetunion. In der Volksrepublik Bulgarien gehörte der Sender im Kalten Krieg zu den wichtigsten Medien überhaupt. Die DW sendete zur Zeit des Kalten Krieges aus Westdeutschland, hatte aber bereits zu jener Zeit Migranten (die teilweise politische Flüchtlinge waren) als Redakteure angestellt, die aus den verschiedensten Ländern kamen und die DW-Programme für ihre jeweiligen Heimatländer (meist Ostblockstaaten) mitgestalteten. Da die Geheimdienste der Ostblockstaaten die Aussendung der Kurzwelle aus Deutschland nicht stoppen konnten, setzten sie Agenten auf die Redaktionen an. Diese sollten neben der Aufklärung versuchen, DW-Redaktionspersonal und deren Arbeit öffentlich per Desinformation zu diskreditieren und zu kompromittieren. Entsprechende Anweisungen hatte beispielsweise die bulgarische Staatssicherheit (ДС/DS) im Jahr 1976 gegeben. Teilweise versuchten die Geheimdienste der Ostblockstaaten, DW-Personal abzuwerben. In vielen Fällen gelang dies nicht. Es gab jedoch auch Pesonen wie Karl-Heinz Maier, einen Studioleiter der DW, der vom Ministerium für Staatssicherheit (Stasi) der DDR im Jahr 1956 als Informant angeworben worden war und bis mindestens 1989 als Spitzel tätig war. Über das Personal, Planungen und interne Konflikte der DW waren KGB, ДС/DS und Stasi wegen manch erfolgreicher Agenten gut unterrichtet. Außerdem installierten die Geheimdienste der Ostblockstaaten Störsender und versuchten mittels eigenen, stärker strahlenden Radiosendern die Frequenz von der DW und Radio Free Europe überlagern. In der DDR wurde dieses Jamming umgangssprachlich KGB-Jazz genannt. Die Kosten für die Störsender und die rund 5000 Mann Personal betrugen umgerechnet zwischen 300 und 500 Millionen US-Dollar – pro Jahr, was für die Sowjetunion Ende der 80er Jahre aufgrund der bankrotten Haushaltslage zu aufwendig war. Im November 1988 stellte die sowjetische Führung das Jamming offiziell ein. Trotz all der Geheimdienstmaßnahmen war die DW letztendlich kaum beeinträchtigt in der Gestaltung, Ausarbeitung und Sendung ihrer Ostblock-Programme.

### Einzelne Länder

#### Afghanistan
Am 7. Oktober 2006 wurden die deutschen Journalisten Karen Fischer (1976–2006) und Christian Struwe (1967–2006) in Afghanistan erschossen, die auf dem Weg zu den zerstörten Buddha-Statuen waren.

#### Äthiopien
Das seit 1965 bestehende DW-Programm für Äthiopien war ebenfalls immer wieder von Jamming betroffen. 2007 intervenierte die deutsche Bundesregierung in Addis Abeba, nachdem monatelang DW-Programme gestört worden waren. Im Jahr 2010 wurde mit Störsendern auf die Kurzwellenfrequenzen des Amharischen Programms der Deutschen Welle in Äthiopien eingewirkt. Die Inlandsmedien in Äthiopien sind laut DW zensiert. Auch andere Auslandssender wurden in dieser Zeit in Äthiopien gestört.

#### Iran
Im Dezember 2009 störte die iranische Staatsführung im Zuge der DW-Berichterstattung über die Unruhen und die Proteste von Oppositionellen den von DW genutzten Satelliten Hot Bird 8. Zum Jahrestag der Islamischen Revolution kam es im Februar 2010 erneut zu Störungen der DW im Iran.

#### Belarus
Am 28. Oktober 2021 wurde die Website der Deutschen Welle in Belarus gesperrt.
Im März 2022 stufte das Innenministerium Belarus’ die Inhalte der belarussischen Redaktion der Deutschen Welle (DW Belarus) als „extremistisch“ ein. Im April 2024 wurden DW-Inhalte auf allen Plattformen (Webseite, YouTube und Telegram) im Land verboten, da die „DW Belarus die Souveränität und die öffentliche Sicherheit des Landes gefährden sowie Beamte diskreditieren und beleidigen würde“. Auch eine Zusammenarbeit mit DW kann damit in Belarus als Straftat gewertet werden, mehrjährige Haftstrafen drohen dafür.

#### Russland
Anfang Februar 2022 wurde der Deutschen Welle in Russland ein Sendeverbot durch das russische Außenministerium erteilt; zudem wurden den Journalisten die Akkreditierungen entzogen. Der Schritt ist eine Reaktion auf das Verbot des deutschsprachigen Programms des russischen Staatssenders RT DE. Das Korrespondentenbüro des Senders in Moskau musste geschlossen werden. Seitdem arbeitet die Moskauer Redaktion der Deutschen Welle vorerst aus dem lettischen Riga. Angebote auf den sozialen Medien, wie die werktägliche Nachrichtensendung „Novosti“ auf Youtube, der Telegram-Nachrichtenkanal sowie die DW-Kanäle auf Twitter, Facebook und Instagram sind für die russische Bevölkerung weiterhin nutzbar.

#### Türkei
Am 21. Februar 2022 forderte die türkische Medienregulierungsbehörde RTÜK die Deutsche Welle auf, eine Lizenz für ihren Webauftritt zu beantragen. Gleiche Aufforderungen ergingen an Euronews und Voice of America. Intendant Limbourg bezeichnete dies als einen weiteren Schritt journalistische Berichterstattung in der Türkei einzuschränken und kündigte an, vor Gericht Widerspruch einzulegen. Am 30. Juni teilte RTÜK mit, dass der Internetzugang zum Programm der DW gesperrt wurde. Die Ausspielung über soziale Medien wird durch den Sender fortgesetzt.

#### Westjordanland
Im Jahr 2025 wurden Reporter der DW sowie anderer Sender in Sinjil, nördlich von Ramallah, im palästinensischen Teil des von Israel besetzten Westjordanlandes von israelischen Siedlern angegriffen. Die Presseschaffenden waren während des Vorfalls durch ihre Kleidung eindeutig als solche zu erkennen. Der deutsche Botschafter Steffen Seibert kritisierte den Vorfall und die „zunehmende[n] extremistische[n] Siedlergewalt“. Auch Mika Beuster, Präsident des Deutschen Journalisten-Verbandes, forderte Konsequenzen.

## Kritik

### Betriebsklima
Die Deutsche Welle und The Guardian sorgten im Frühjahr 2020 für Schlagzeilen, nachdem Mitarbeiter sich an diese Zeitung wandten und äußerten, das Arbeitsklima sei seit Jahren von „Drohungen und Machtmissbrauch“ geprägt, von Rassismus, Mobbing und systematischer Unterdrückung von Kritik: „Die Unregelmäßigkeiten sind systemisch: Journalistisch, politisch, ethisch. Es gibt keine Möglichkeit, das System von innen zu reformieren. …Das deutsche Parlament muss Verantwortung übernehmen und eine Untersuchung des Geschehenen durchführen.“
In einem Brief an den Guardian verteidigten Mitarbeiter verschiedener Abteilungen das Betriebsklima: Die Darstellungen seien fehlerhaft, die Behauptung systemischer Ursachen inkorrekt und unfair. „…das Arbeitsumfeld, welches sie in Ihrem Artikel beschreiben, hat keine Ähnlichkeit mit dem Newsroom, in dem wir heute arbeiten.“
Peter Limbourg wies in einem Interview darauf hin, dass die Debatte vom Sender selbst angestoßen worden sei: „Uns war und ist klar, dass dies nicht von heute auf morgen beendet sein wird. Wir führen diese Gespräche mit den Mitarbeiterinnen und Mitarbeitern sehr offen.“ In über 35 Diskussionen in den einzelnen Abteilungen sei der Standpunkt der „Null-Toleranz“ klargemacht worden. „Wir haben aber auch in das Unternehmen hineingehört und da wo wir Missstände gesehen haben, haben wir sehr schnell reagiert.“ Limbourg kritisierte auch die seiner Meinung nach einseitige Darstellung der SZ und der Gewerkschaft.
Im Einzelnen wurden in den Medien sexueller Missbrauch und Belästigung erwähnt: Ein DW-Moderator soll 2016 in Berlin zwei Mitarbeiterinnen sexuell belästigt und eine weitere auch vergewaltigt haben.
Des Weiteren sei ein Teamleiter der Sportredaktion vor seiner Entlassung 2018 durch antisemitische Aussagen und Mobbing aufgefallen. Aus einer internen Beschwerdemail von November 2017 an die damalige Chefredakteurin Ines Pohl werde aber auch klar, so die TAZ, dass der Fall zuvor „ein Jahr lang verschleppt und Hinweise nicht mit der nötigen Entschlossenheit verfolgt wurden“.
Dritter Punkt ist der Beschwerdebrief einer Gruppe von 16 Mitarbeitern der Arabisch-Redaktion, den sie 2018 an die Senderleitung schickte. Anlass für das Schreiben war die Drohung eines Mannes, den Finger seiner Arbeitskollegin zu brechen. Die Verfasser wollten klarstellen, dass der Vorfall nicht isoliert zu betrachten sei. So schrieben sie auch, man habe „leider den Eindruck, dass die Führungskultur in der arabischen Redaktion zu einem Großteil auf Demütigungen, Einschüchterungen und Manipulation“ basiere. Die Enttäuschung bei der Gruppe war insofern groß, weil von der Leitung keine Verbesserung in Aussicht gestellt worden war. Des Weiteren spiegeln sich, so die 16 Mitglieder der Arabisch-Redaktion, in derselben Redaktion politische Spaltungen der jeweiligen Zielländer wider. Damit sei die gesetzliche Vorgabe, das Verständnis der Kulturen zu vermitteln, in den Hintergrund gerückt. Nach dem Schreiben des Briefes gaben die Verfasser an, dass es keine Verbesserungen gegeben habe und sie von der Redaktionsleitung weiter benachteiligt werden. So bestätigte ein Mitglied des Personalrats, dass bei mindestens vier dieser 16 Personen Schichtkürzungen nachweisbar sind, was bei der Deutschen Welle „ein gängiges Druckmittel gegen Freie“ sei, die etwa die Hälfte der DW-Belegschaft ausmachen, in der Arabisch-Redaktion bis zu 80 Prozent.
Die Leiterin von Verdi Medien, Kunst und Industrie bezeichnete die Beschwerden als anschaulich und nachvollziehbar und kritisierte, dass interne Kritik nicht anonym vorgebracht werden dürfe. Sie schlug daher eine unabhängige Untersuchung mit einem kritischen Blick von außen vor.

### Sexismusproblem
Nach Darstellung der Zeit aus dem Jahre 2019 war eine Gutachterin zu alarmierenden Ergebnissen gekommen. „Jenseits der geschilderten Übergriffe/Belästigungen scheinen arbeitsrechtliche Vorgaben missachtet zu werden, und es scheint sich eine Art 'Parallelstruktur' entwickelt zu haben, die nach eigenen Regeln funktioniert, an den Vorgaben des Hauses vorbei.“ Diese Darstellung wurde von der DW bestritten.

### Vorwurf der Einseitigkeit und Parteinahme
Im April 2019 warb die Chefredakteurin Ines Pohl auf Twitter für eine Wahl der deutschen Ministerin Von der Leyen. Sie wurde dafür von Juso-Chef Kühnert kritisiert.
Im August 2019 wies die DW Vorwürfe des russischen Außenministeriums zurück, mit der Berichterstattung über die Massenproteste in Moskau habe sich die DW in die inneren Verhältnisse Russlands eingemischt.
2018 wies die Deutsche Welle die Kritik einer türkischen Studie an den deutschen Medien, auch an Journalisten der Deutschen Welle, als unwissenschaftlich zurück und reichte bei der türkischen Regierung Protest ein.
2008 referierte Sabine Pamperrien von der Frankfurter Allgemeinen Zeitung die mehrfache internationale Kritik zur Berichterstattung zu China: Das chinesische Programm der Deutschen Welle wirke als Vervielfältiger der Propaganda der chinesischen Führung. Uschi Eid beantragte außerdem, dass sich der Kultur- und Medienausschuss des Parlaments mit der Deutschen Welle befasst, auch wegen des Programms Quantara.de.

### Kritik der Neuausrichtung 2014
Die Fraktion Die Linke kritisierte 2014, seit seiner Amtsübernahme forciere Peter Limbourg den „Umbau des deutschen Auslandssenders zu einem Nachrichten- und ‚breaking news‘-Sender.“ Er habe unmissverständlich erklärt, dass es an der Zeit sei, ‚Putins Propaganda endlich Paroli zu bieten‘. Er halte es für eine nationale Aufgabe, sich an der globalen „Auseinandersetzung der Werte“ zu beteiligen. Das sei, so die Fraktion die Linke, die Sprache des Kalten Krieges.
„Diese geplante Neuausrichtung der DW steht im Gegensatz zur Ziel- und Aufgabenstellung gemäß § 4 DWG und weicht die in § 5 DWG festgehaltenen Programmgrundsätze auf. Der Sender soll der globalen Interessenpolitik Deutschlands untergeordnet werden. Dies führt in der Konsequenz dazu, dass journalistische und redaktionelle Unabhängigkeit eingeschränkt werden.“

### Antisemitismusvorwürfe
Die Süddeutsche Zeitung berichtete im November 2021, eigene Recherchen hätten ergeben, dass sich Mitarbeiter der arabischen Redaktion der Deutschen Welle offen antisemitisch oder antiisraelisch positioniert hätten. Darauf ließ der Sender verlauten, er lasse die Vorwürfe extern überprüfen. Auf Anordnung des Intendanten werde die DW umgehend eine unabhängige externe Untersuchung beauftragen.
Die Recherche belegt, dass mehrere Mitarbeiter in den vergangenen Jahren im Internet antisemitische und antiisraelische Äußerungen gepostet und diese Einträge später gelöscht haben. Die Zeitung Welt am Sonntag benannte im Februar 2022 konkret fünf Mitglieder und Mitarbeiter der Arabisch-Redaktion der Deutschen Welle mit Namen, die sich öffentlich antisemitisch oder anti-israelisch geäußert haben.
Anfang Dezember 2021 teilte die Deutsche Welle mit, ihre Kooperation mit dem jordanischen Sender Roya TV auszusetzen. Anlass sei das Bekanntwerden von antiisraelischen und antisemitischen Kommentaren und Karikaturen in den sozialen Medien, die vom Sender verbreitet worden seien. Nachdem Recherchen des Magazins Vice zuvor die Zusammenarbeit mit Roya TV aufgedeckt hatten, zeigten weitere Recherchen auch beim libanesischen Sender Al Jadeed TV, mit dem die DW eng kooperiert, die Verbreitung antisemitischer und antiisraelischer Formate so wie unkommentierte Verbreitung von Propaganda der Terrororganisation Hisbollah.
Ebenfalls im Dezember 2021 beauftragte die Geschäftsleitung der DW eine unabhängige externe Untersuchung der erhobenen Antisemitismus-Vorwürfe gegen einige Mitarbeiter der Arabisch-Redaktion sowie freier Mitarbeiter im Ausland. Die betroffenen Mitarbeiter wurden freigestellt. Die Untersuchungskommission bestand aus der ehrenamtlichen Antisemitismus-Beauftragten von Nordrhein-Westfalen, Sabine Leutheusser-Schnarrenberger, und dem Psychologen Ahmad Mansour. Am 7. Februar 2022 präsentierte die Untersuchungskommission ihre Ergebnisse. Sie stellte fest, dass es in der Redaktion, in der vier der fünf beschuldigten Personen beschäftigt waren, keinen strukturellen Antisemitismus und grundsätzlich keine antisemitische Tendenz in der Berichterstattung gebe. Allerdings habe es punktuell Versäumnisse und Fehler gegeben, etwa beim Recruiting, bei journalistischen Recherchen und bei der Auswahl von Gästen für Sendungen.
Zugleich stellte die DW-Geschäftsleitung einen Zehn-Punkte-Maßnahmenplan vor, in dem unter anderem der Code of Conduct, die Recruiting-Regeln und die Prüfmechanismen angepasst wurden sowie festgehalten wurde, dass Werte an Mitarbeiter und Geschäftspartner verstärkt vermittelt werden. Am 17. Juni 2022 begrüßte der Rundfunkrat der DW die Umsetzung des Maßnahmenpakets; im Januar 2023 informierte die DW den Ausschuss für Kultur und Medien im Bundestag über die Umsetzung des Zehn-Punkte-Maßnahmenplans. Beispielsweise wurde das Kompetenzteam Antisemitismus, jüdisches Leben, Israel und die palästinensischen Gebiete geschaffen. Zudem soll im Recruiting sichergestellt werden, dass die Werte und Ziele möglicher Mitarbeiter mit denen der DW übereinstimmen. Mitarbeiter, die sich nicht an den Code of Conduct halten, können arbeitsrechtlich verfolgt oder in besonderen Fällen sogar gekündigt werden. Im Verhaltenskodex wird neben dem Bekenntnis zum Existenzrecht Israels die Ablehnung von jeder Art der Diskriminierung festgehalten.
Anfang Februar 2022 veranlasste die Deutsche Welle aufgrund von Antisemitismusvorwürfen die Trennung von sieben nicht namentlich genannten Mitarbeitern aus der Arabisch-Redaktion. Eine Journalistin klagte beim Arbeitsgericht in Berlin erfolgreich auf Wiedereinstellung. In einem anderen Fall hat das ArbG Berlin die Kündigung einer Redakteurin für ungültig erklärt. Mittlerweile haben vier Mitarbeiter erfolgreich Rechtsmittel gegen ihre Entlassung beim Arbeitsgericht eingelegt. Im Verfahren wurde ein Gutachten des Soziologen Moshe Zuckermann vorgelegt, das der Untersuchungskommission eine „Voreingenommenheit“ vorwirft.

## Parodie
Die ProSieben-Sketchshow Switch parodierte 1997 und 1998 die Deutsche Welle als Deutsche Welle Polen. Der Gruß lautete immer: „Hier ist deutsches Welle Polen. Mit Übertragung in Farbe. Und bunt.“ Der Spruch ist auch der Spruch der Switch-DVDs.